# 坪島孝
坪島孝（1928年4月13日—2007年8月12日），為日本的當代最為知名的喜劇電影導演。

## 執導作品
- 攝影記者故事 賭命的瞬間（1963）
- クレージー作戦 くたばれ!無責任（1963）
- 蟻地獄作戰（1964）
- 國際秘密警察 火藥之樽（1964）
- こゝから始まる（1965）
- 瘋狂大作戰 無責任清水港（1966）
- 瘋狂大作戰 奇想天外（1966）
- 瘋狂大作戰 天下無敵（1967）
- 瘋狂大作戰 黄金作戰（1967）
- 瘋狂大作戰 怪盗吉巴戈（1967）
- 瘋狂大作戰 墨西哥大作戰（1968）
- 愛之絆（1969）
- 奇奇怪怪 我是誰?!（1969）
- 瘋狂大作戰 襲擊清水港（1970）
- 喜劇 負けてたまるか!（1970）
- 日本一のワルノリ男（1970）
- だまされて貰います（1971）
- 日本一のショック男（1971）
- 喜劇泥棒大家族 天下を盗る（1972）
- 鬼輪番（1974）
- 魯邦三世 念力珍作戰（1974）
- お姐ちゃんお手やわらかに（1975）
- Alice THE MOVIE 美しき絆（1979）

## 外部連結
- （日語）坪島 孝（页面存档备份，存于）